# 媒島
媒島（なこうどじま）は、東京都小笠原村にある無人島。小笠原諸島のうち最北に位置する聟島列島の中ほどに位置しており、同列島北部の聟島（婿の意）と同列島南端の嫁島（嫁の意）の中間に位置することから媒島（媒酌人の意）の名がついている。父島から船で所要約2時間。北西約5kmの地点に、聟島列島の主島である聟島がある。

## 概要
当初は無人島であったが、明治時代に入り移住が進められ、1907年には人口27人を数えた。島では牛やヤギの放牧、サツマイモ栽培などが営まれていた。しかし、徐々に離島者が増加し、1944年の小笠原諸島からの民間人引き揚げの時点で、すでに半無人島化していたという。現在は完全に無人島化しているが、野生化したヤギが増えた結果、植生が損なわれたため、ヤギを駆除（2003年度で終了）した上で植生回復事業が行なわれている。
クロアシアホウドリなどの海鳥が営巣している。また、2014年5月12日にはアホウドリと見られる雛が発見された。また2015年2月に環境省や東京都などの調査で媒島に生息するアホウドリのつがいが発見され、山階鳥類研究所がこのつがいの羽毛のDNAを研究機関で解析したところ、2014年5月に発見された雛の羽のDNAと共通点が見つかり、親子関係が証明された。このつがいは小笠原への繁殖地形成計画で聟島に移送した個体と鳥島の個体とみられ、戦後初の小笠原諸島でのアホウドリの繁殖となった。
媒島にはオガサワラチビクワガタの亜種のナコウドジマチビクワガタという亜種が存在する。移入されたヤギにより植生が損なわれ、日本産でもっとも入手が困難な亜種のクワガタムシとされている。小笠原諸島（媒島含む）は世界自然遺産に登録されているため採集禁止とされている。

## 主な山
- 剣山
- 屏風山